# Johannes Brenner (giocatore di football americano)
Johannes Brenner (20 ottobre 1982) è un ex giocatore di football americano e allenatore di football americano tedesco che ha giocato come wide receiver.
Anche i suoi fratelli Felix e Simon hanno giocato a football americano.

## Palmarès
- 2 Europei (2010, 2014)
- 2 CEFL Bowl (Schwäbisch Hall Unicorns, 2021[1], 2022[1])
- 5 German Bowl (Schwäbisch Hall Unicorns, 2011, 2012, 2017[1], 2018[1], 2022[1])